# 諾伊維瑟湖

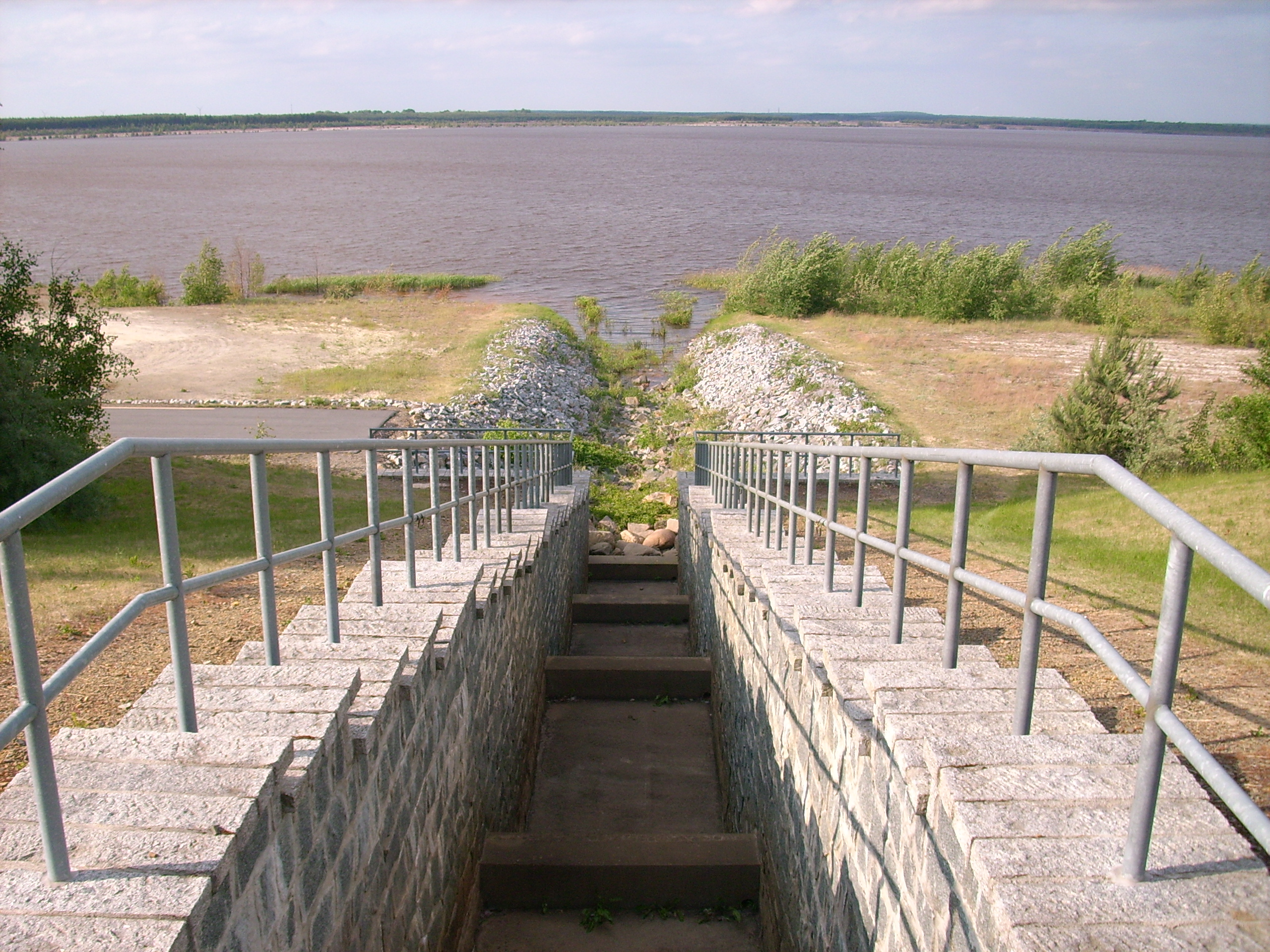

51°29′54″N 14°11′47″E / 51.49833°N 14.19639°E
諾伊維瑟湖（德語：Neuwieser See），是德國的湖泊，位於該國東部，由薩克森自由州負責管轄，面積6.3平方公里，海拔高度104米，最大水深17米，水體容量5,600萬立方米。